# Petubastis III.
Seheruibre Padibastet (dobesedno  »(tisti), ki ga je dala (boginja) Bastet«),  bolj znan kot Petubastis III., se je uprl perzijski oblasti in satrapu  Arijandu in bil od okoli 522 pr. n. št. do 520 pr. n. št. vladar Egipta.
V 27. dinastijo je uvrščen samo zaradi kronologije, ker ni bil v sorodstvu z Ahemenidi. 

## Življenjepis
Petubastis je bil domorodni princ, dinast in morda član stare saitske vladarske rodbine, ki je poskušal prevzeti oblast v Egiptu. Naslavljal se je s faraonom, vendar je bil večinoma neznana in nejasna oseba v egipčanski zgodovini.
Konec leta 522 pr. n. št. ali na začetku leta 521 pr. n. št. se je uprl perzijskim oblastnikom. Vzrok za njegov upor ni znan. Po pisanju starogrškega vojaškega pisca Polineja so upor povzročili visoki davki, ki jih je naprtil satrap Aijand. Behistunski napis, ki daje dober vpogled v dogajanja  v tistem času, omenja, da se je upor v Egiptu zgodil istočasno z upori v vzhodnih delih Perzijskega cesarstva. Darej I., avtor Behistunskega napisa, ne opisuje podrobno, kako je zatrl upor v Egiptu, Polinej pa poroča, da je esar osebno odšel v Egipt, da bi zatrl upor. V Memfis je prišel v času, ko so objokovali smrt svetega bika Apisa. Zviti cesar je obljubil sto talentov srebra tistemu, ki bo pripeljal novega bika, kar je tako navdušilo množico, da je masovno prešla na njegovo stran. Upor je zelo verjetno zatrl satrap Arijand. Egipt se je umiril leta 518 pr. n. št., ko je Darej I. odobril kodifikacijo lokalne egipčanske zakonodaje.

## Dokazi
Obstoj tega uporniškega vladarja dokazujejo napisi z njegovim imenom, zapisanem v kartušah  na dveh pečatih in enem skarabeju. Upodobljen je na krilu nekoč pozlačenih lesenih vrat, razstavljenih v pariškem Louvru, in leseni plošči (KS 289), ki je zdaj v Bologni. Obstaja tudi pisni dokument iz leta 522 pr. n. št., prvega leta njegove vladavine.
Leta 2014 je giptolog Olaf Kaper z Leidenske univerze objavil,  da je odkril napis Petubastisa III., ki pravi, da je iz zasede napadel in porazil slavno Kambizovo izgubljeno armado.

## Vir
- J. Yoyotte. Pétoubastis III. Revue d'Égyptologie 24 (1972): 216-223.

| Petubastis III. Rojen: ni znano Umrl: ni znano |                                               |                     |
| Predhodnik: Kambiz II.                         | Faraon Egipta 522 pr. n. št. – 520 pr. n. št. | Naslednik: Darej I. |